# Марк Атілій Регул (консул 227 року до н. е.)
Марк Аті́лій Регул (лат. Marcus Atilius Regulus; близько 270 до н. е. — після 212 до н. е.) — політичний та військовий діяч Римської республіки, консул 227 року до н. е.

## Життєпис
Походив з впливового плебейського роду Атіліїв. Син Марка Атілія Регула, консула 267 року до н. е., та Марції.
У 227 році до н. е. його було обрано консулом разом з Публієм Валерієм Флакком. На цій посаді докладав зусиль для організації протидії ілірійській цариці Тевті.
У 217 році до н. е. його було обрано консулом-суффектом замість загиблого в битві при Тразименському озері Гая Фламінія. У 216 році до н. е. був легатом консулів Гая Теренція Варрона та Луція Емілія Павла. Воював в Апулії, брав участь у битві при Каннах, де зміг врятуватися від загибелі. У 215 році до н. е. став монетарієм.
У 214 році до н. е. його було обрано цензором разом з Публієм Фурієм Філом. Під час своєї каденції багатьох сенаторів виключив із складу сенату за неналежну поведінку.
Після 212 року до н. е. про його долю відомостей немає.

## Родина
- Син Марк Атілій Регул, претор 213 року до н. е.